# 포천 아트밸리

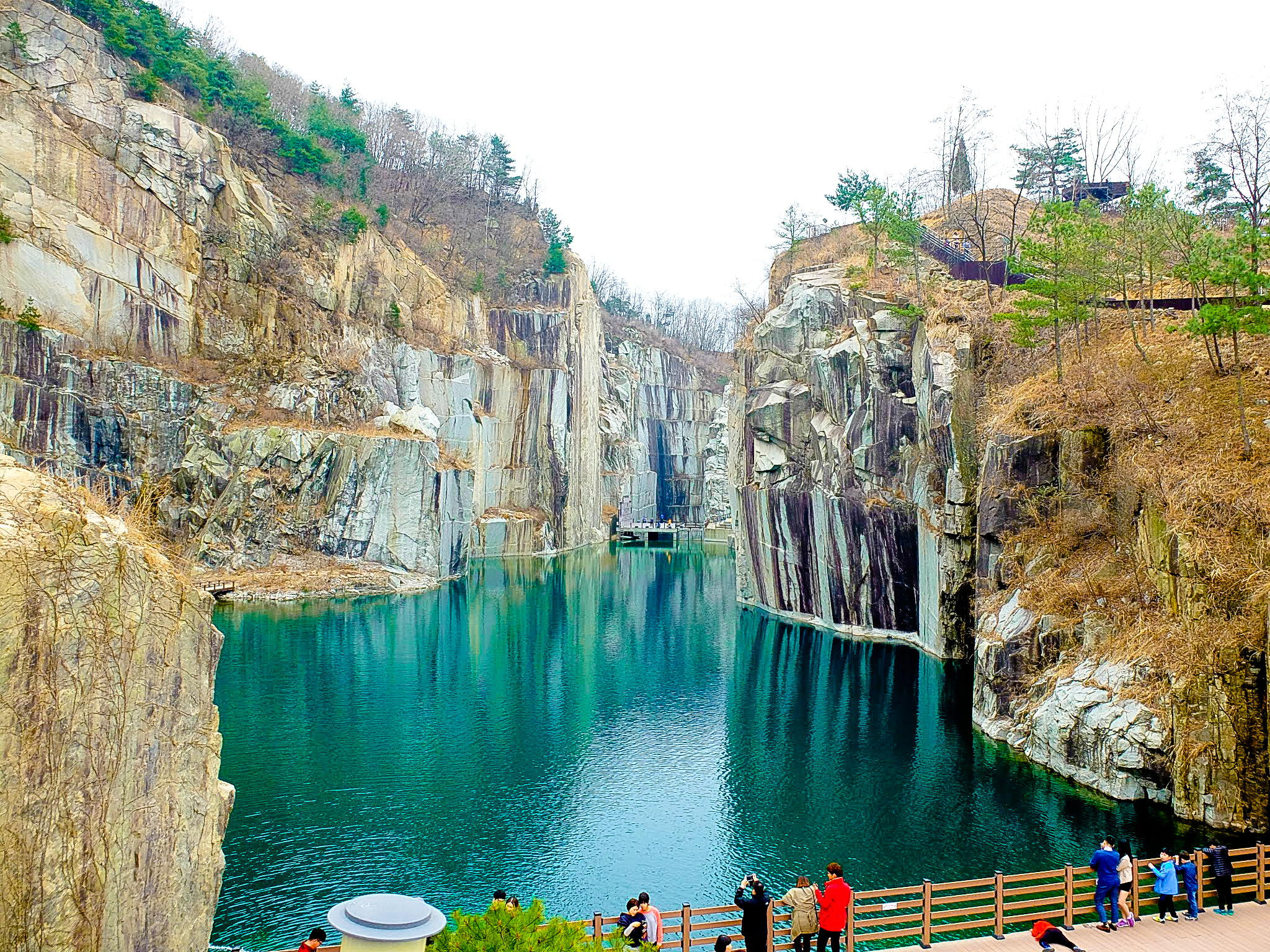
포천 아트밸리 채석장

포천 아트밸리(Pocheon Artvalley)는 2003년 버려져 방치되어 있었던 대한민국 경기도 포천시 신북면 기지리의 한국의 화강암 채석장의 환경을 복원한 복합 문화예술공간이며 한탄강지질공원의 지질유산이다.

## 소개
포천 일대에서 생산된 포천석은 단단한 재질과 화강암의 고유 무늬를 간직하고 있어 청와대, 국회의사당, 인천공항 등 다양한 건축물의 건축자재로 쓰였다. 하지만, 채석이 끝난 후 포천의 산은 폐허로 방치되었다. 폐허의 채석장은 포천의 도시 이미지를 저해하고, 환경을 파괴하는 애물단지로 전락하였다. 이에 포천시는 2003년부터 버려져 방치되어 있었던 신북면 기지리 폐채석장의 환경을 복원하여 복합 문화예술공간인 포천 아트밸리를 만들었다.
2009년 10월 개장한 이후, 연간 20만명 이상이 방문하고 있다. 자연경관과 여러 조형물이 조화를 이루고 있으며, 다양한 전시회와 공연, 체험 및 교육 프로그램이 진행되고 있다.

## 지질
포천 아트밸리 일대의 화강암은 지질학적으로 중생대 쥐라기에 형성된 대보 화강암 함석류석 흑운모 화강암(Daebo Granite, garnet biotite granite)에 해당한다. 이 화강암은 포천시 일동면과 화현면에 분포하는 괴상의 중립 내지 조립질 화강암으로 외견상 대보 화강암 흑운모 화강암과 비슷하나 크기 2 mm 정도의 석류석을 특징적으로 포함한다. 주요 구성 광물은 반자형 내지 타형의 석영, 알칼리장석, 사장석, 흑운모와 백운모이며 석류석과 저어콘이다.

## 관람안내
- 3월 1일 ~ 10월 31일 : 09:00 ~ 19:00
- 11월 1일 ~ 다음 해 2월 말 : 09:00 ~ 18:00
  - 단, 기획공연 · 기획전시가 있을 경우에는 22:00
  - 입장마감은 폐장 1시간 전

| 구분            | 어른    | 청소년·군인 | 어린이  |
| --------------- | ------- | ----------- | ------- |
| 개인            | 5,000원 | 3,000원     | 1,500원 |
| 단체(20인 이상) | 3,000원 | 2,000원     | 1,000원 |

- 포천시민, 경로, 국가유공자, 장애인 면제
- 2020년 6월 기준

## 주요시설

### 관람시설
- 천주호
- 전망대/산책로
- 조각공원
- 돌 문화전시관
- 상징조형물

### 편의시설
- 전망 카페/전시관 카페
- 한식당(만버칼)/매점
- 모노레일

### 문화시설
- 야외공연장(2개소)
- 전시관

## 모노레일
포천시 아트밸리 내부에는 모노레일이 운영되며, 주차장역에서 천문대역까지 이어진다. 천문대는 하차 전용이고, 천주호는 승차 전용이다.

### 노선도
| 역 번호 | 역명     | 로마자 역명 | 한자 역명 | 접속 노선 |
| ------- | -------- | ----------- | --------- | --------- |
| M01     | 천문대역 | Observatory | 天文台    |           |
| M02     | 천주호역 | ChunJuHo    | 泉州湖    |           |
| M03     | 주차장역 | Parking Lot | 停車場    |           |

## 갤러리
포천 아트밸리의 화강암
- 포천 아트밸리 채석장의 흔적을 보여주는 천공흔적
- 채석장을 뒤로한 중앙무대
- 무대에서 관객석을 바라본 모습
- 중앙무대 전경
- 채석장의 흔적을 보여주는 천공흔적
- 포천 아트밸리 천주호
- 포천 아트밸리 천주호
- 천주호 전경

## 같이 보기
- 포천시의 지질
- 한국의 화강암